# Fernão Cota Falcão
Fernão Cota Falcão foi um marinheiro do século XVI.

## Biografia
Comandou a nau São Lourenço, que partiu para a Índia a 13 de Abril de 1585, na Armada de Fernão de Mendonça Furtado. Chegou a Cananor a 21 de Novembro de 1585 e a Goa em dia desconhecido de Dezembro de 1585. Voltando para o Reino de Portugal, a nau ficou em Moçambique, por estar incapaz de navegar.